# 上田馬之助
上田 馬之助（うえだ うまのすけ、1831年（天保2年）- 1890年（明治23年）4月1日）は、日本の武士（肥後新田藩藩士）、剣術家（鏡新明智流）、警察官。諱は美忠（よしただ）。
遠江国浜松藩出身の新選組隊士、上田馬之助は同姓同名の別人である。上田馬之丞、上原馬之介、植原右馬之助等も新選組の上田馬之助の別名である。

## 経歴

### 生い立ち
肥後熊本新田藩細川氏の家中に生まれる。藩主が江戸定府であったことから江戸を出生地としている。

### 剣術修行
鏡心明智流士学館（4代目桃井春蔵）に入門し、頭角を現す。坂部大作、久保田晋蔵、兼松直廉とともに桃井の四天王と謳われ、士学館の筆頭的存在になった。
1855年（安政2年）5月24日、桃井に随行して、久留米藩士松崎浪四郎と築地の岡藩江戸藩邸で試合した。師の桃井は松崎に敗れ、上田は引き分けた。このとき松崎は「馬之助儀殊之外力量御座候」と書き記している。
薩摩へ廻国修業中、日向で天自然流の吉田某と立ち合うことになったが、吉田の流儀は面・籠手だけで胴をつけていなかった。胴の着用について押し問答が続いたが、上田が木に巻きつけた竹胴を竹刀で折ってみせ、さらに四分板を突き割ると、吉田はしおしおと胴をつけた。

### 刃傷沙汰
1867年（慶応3年）、新両替町（銀座）の料亭に鳥取藩士武信久次郎を伴い入ったところ、先客の天童藩槍術師範中川俊造（中島一郎）、同剣術師範伊藤慎蔵と喧嘩になり、2人を斬った。2人ともほぼ即死であった。付近で夕餉の買物をしていた同門の秋山多吉郎と高山峰三郎が桃井に報告すると、桃井は「またやったか」と言ったことから、上田の刃傷沙汰はこれ以前にもあったと考えられている。上田と武信は形式的に入獄しただけで済んだが、武信はその後、帰藩の道中で天童藩士たちに討たれた。
1867年（慶応3年）12月、稽古納めを終えた上田ら士学館一行が市谷田町を歩いていると、巡回中の新徴組と出くわした。隊士たちが「道の片側に寄れ、もっと寄れ」と凄んだため、上田が怒ると、隊士たちが抜刀し、あわや斬り合いになりかけた。桃井が身分を明かし、ここにいるのは士学館の弟子であると言うと、新徴組が謝罪して喧嘩は収まった。

### 明治維新後
廃藩置県後は東京府日本橋蛎殻町でアルコール製造にたずさわっていたが、1879年（明治12年）、警視庁に撃剣世話掛が創設されるや梶川義正、逸見宗助と共に最初に登用された。仇持ちの身は常に剣を持っていなければならないと考え警察官になったという（当時の警察官は帯刀が許されていた）。逸見宗助らと共に警視庁武術を取り仕切り、警視流撃剣形・居合形を制定した。
1883年（明治16年）9月29日、警視庁在職のまま宮内省済寧館御用掛に採用された。同年11月4日、向ヶ岡弥生社撃剣大会で逸見宗助に勝った。
1887年（明治20年）11月11日、伏見宮邸で催された天覧兜割り試合に、上田、逸見、榊原鍵吉の3人が選ばれて出場した。上田と逸見は失敗したが、榊原は名刀同田貫を用いて成功した。
1890年（明治23年）4月1日、腸チフスにより死去した。
上田の強さについて三橋鑑一郎（警視庁の後輩で、大日本武徳会範士）は、「上田馬之助先生の稽古は、ウマイの何のと言って、それはとても口では言えぬ。私などボロクソに言われたものだが、どうしても敵わないのだから仕方が無い」と語った。

## 上田馬之助を扱った作品
- 司馬遼太郎『斬ってはみたが』